# Together Through Life
Together Through Life är Bob Dylans trettiotredje studioalbum, släppt den 28 april 2009.
Dylan skrev merparten av albumets låtar tillsammans med Robert Hunter, annars mest känd för att ha skrivit många av Grateful Deads låttexter. Utöver musiker från Dylans vanliga turnéband medverkar på albumet David Hidalgo från Los Lobos och Mike Campbell från Tom Petty & the Heartbreakers.
Albumet blev etta bland annat på Billboard 200 och UK Albums Chart.

## Låtlista
Låtarna skrivna av Bob Dylan och Robert Hunter, där inget annat namn anges.
1. "Beyond Here Lies Nothin'" - 3:51
2. "Life Is Hard" - 3:39
3. "My Wife's Home Town" - 4:15
4. "If You Ever Go to Houston" - 5:49
5. "Forgetful Heart" - 3:42
6. "Jolene" - 3:51
7. "This Dream of You" (Bob Dylan) - 5:54
8. "Shake Shake Mama" - 3:37
9. "I Feel a Change Comin' On" - 5:25
10. "It's All Good" - 5:28

## Medverkande
- Bob Dylan - gitarr, keyboard, sång
- Mike Campbell - gitarr, mandolin
- David Hidalgo - dragspel, gitarr
- Donnie Herron - gitarr, banjo, mandolin, trumpet
- Tony Garnier - bas
- George Receli - trummor